# シャカタク
シャカタク（Shakatak）は、イギリス出身のフュージョン・バンドである。
アメリカのジャズを起源とするフュージョンとは異なり、アドリブ偏重ではなくメロディと編曲を重視した親しみやすいサウンドが特徴で、1980年代においてレベル42と人気を分かち合い、ブリティッシュ・ジャズ・ファンク・シーンを盛り上げた。
グループ名の「Shakatak」とは、デビュー前の彼らのレコードを通信販売で売ってくれたレコード店「Record Shack」に対する感謝の気持ちを込めて、「Shack」＋「Attack」から名づけられたものである。

## 略歴
1980年に結成。同年、ポリドールよりシングル「Steppin'」でデビュー。翌1981年にファースト・アルバム『トワイライト・ドライヴィン (Drivin' Hard)』をリリース。なお、同年、ベガーズ・バンケット・レコードからリリースされ、日本でも輸入盤として一部で注目されたコンピレーションアルバム『Slipstream - The Best of British Jazz Funk』（LP2枚組）に「Feels Like The Right Time」が収録されており、これが日本でシャカタクが一般に認知される最初の機会となった模様である。
1982年、ビル・シャープのピアノと女性コーラス（ジル・セイワードとジャッキー・ロウ）とキース・ウィンターのジャージーで洗練されたカッティング奏法を前面にフィーチャーしたシングル「ナイト・バーズ」で世界的にブレイク、セカンド・アルバム『ナイト・バーズ』、サード・アルバム『インヴィテイションズ』が大ヒット作となる。
1984年頃よりジル・セイワードのボーカルを前面に出したダンス・ポップ路線へと移行していったが、特に日本のファンが初期の女性コーラスをフィーチャーしたインストゥルメンタル路線を圧倒的に支持していたため、一時期、日本のファンの嗜好に合わせた日本国内限定発売盤のリリース（「Nights Over Tokyo」などを収録）などで応えていた。近年では比較的ポップ色の強いスムーズジャズ路線が定着、安定した活動を継続している。
アジアでも強い人気を誇り、特に日本には現在でも根強いファンが多い。その楽曲はテレビドラマ『男女7人夏物語』『男女7人秋物語』のBGMにも使用され、1987年度・1988年度・1989年度と3年連続で、日本ゴールドディスク大賞のインストゥルメンタル部門アルバム賞にも輝いた（受賞はそれぞれ翌年）。来日機会も多い。
1997年にビクターエンタテインメント（JVC）にレーベルを移籍。
2008年6月、移籍前の旧作（海外仕様）のリイシュー盤を日本でリリース（K2HDマスタリング／紙ジャケット仕様）。これらには、『インヴィテイションズ』を除き、レアトラック、リミックスなどがボーナス曲として追加されている。

## メンバー

### 主要メンバー
- ビル・シャープ（Bill Sharpe） - ピアノ、キーボード。バーミンガム大学卒。結成時からのメンバーであり、事実上のリーダーとして扱われることもある。ソロ・アルバムや共作アルバムを数枚リリースしており、1984年発表のアルバム『ブルーシャープ (Famous People)』からのシングルカット「Change Your Mind」（ボーカルにゲイリー・ニューマンをフィーチャー）は全英トップ20ヒットとなった。
- ロジャー・オデル（Roger Odell） - ドラム。結成時からのメンバー。初期のヒット曲の多くが彼とビル･シャープの共作であり、そのセンスで「シャカタク・サウンド」を支え続けるキーパーソン。2000年に「Beatifik」名義でソロ・アルバム『The Blue Window』をリリース。
- ジル・セイワード（Jill Saward） - ボーカル。ライブではパーカッションも担当。フルートも多少演奏する。女性コーラスの一員としてグループの最初期より参加。後にグループは彼女のボーカルをメイン・フィーチャーする方向へと変化した。1999年にソロ・アルバム『Just For You』をリリース。
- ジョージ・アンダーソン（George Anderson Jr.） - ベース。グループの2代目ベーシストとして『ナイト・バーズ (Night Birds)』より参加。トロンボーン奏者を目指していたが独学でベースを習得しプロ入りしたという経歴を持つ。2009年にソロ・アルバム『Positivity』をリリース。

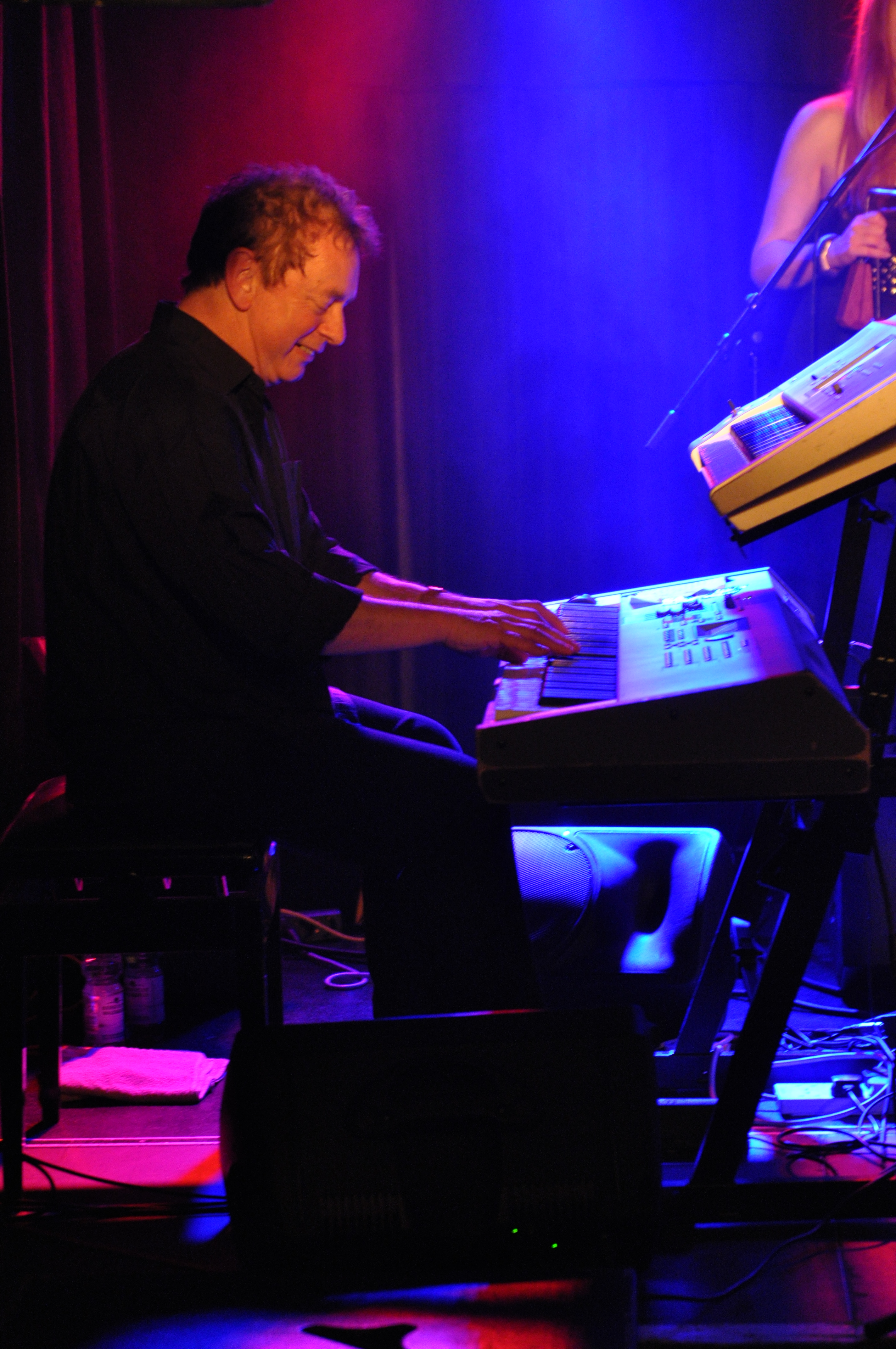
ビル・シャープ (2014年)
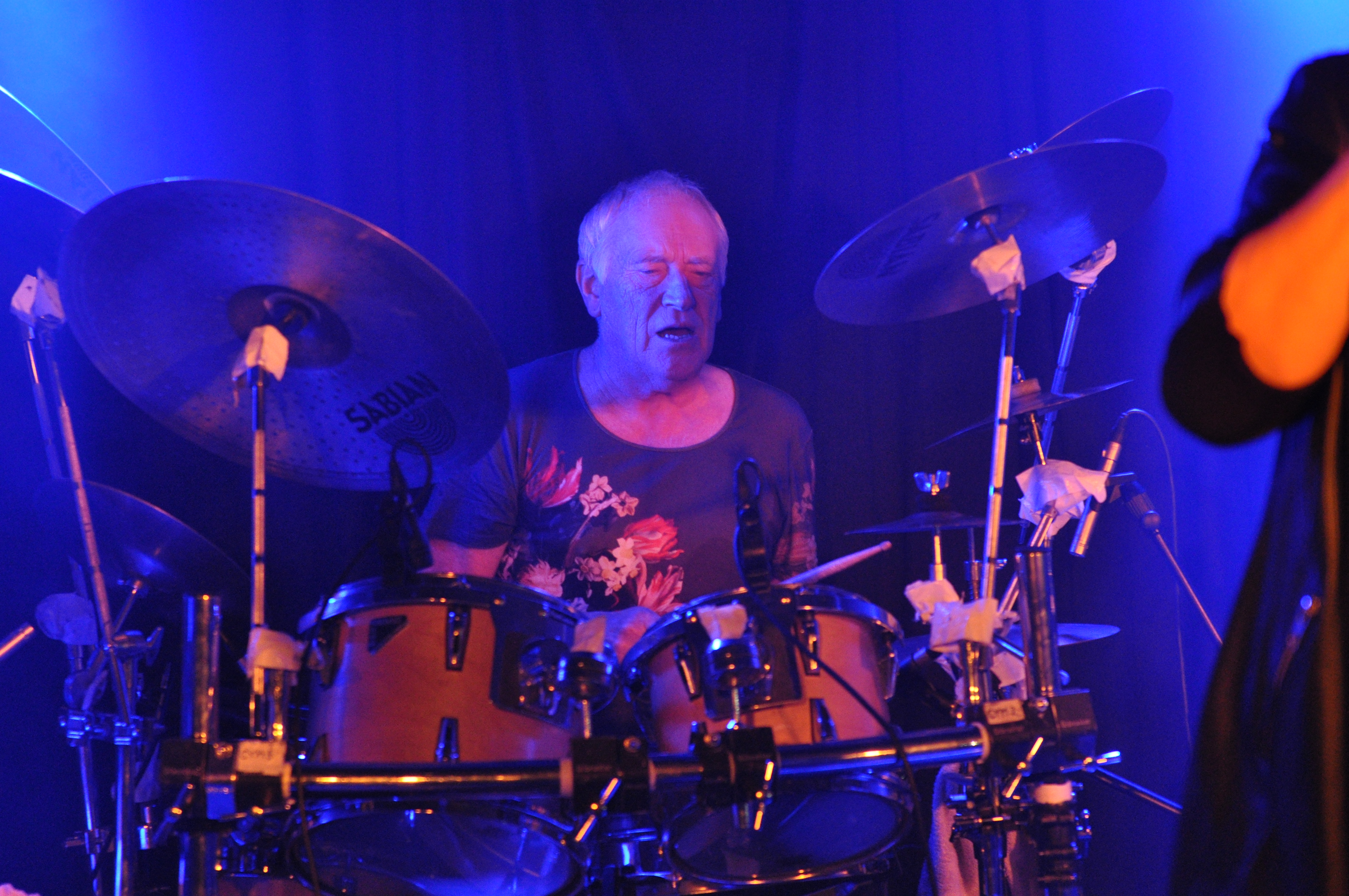
ロジャー・オデル (2014年)
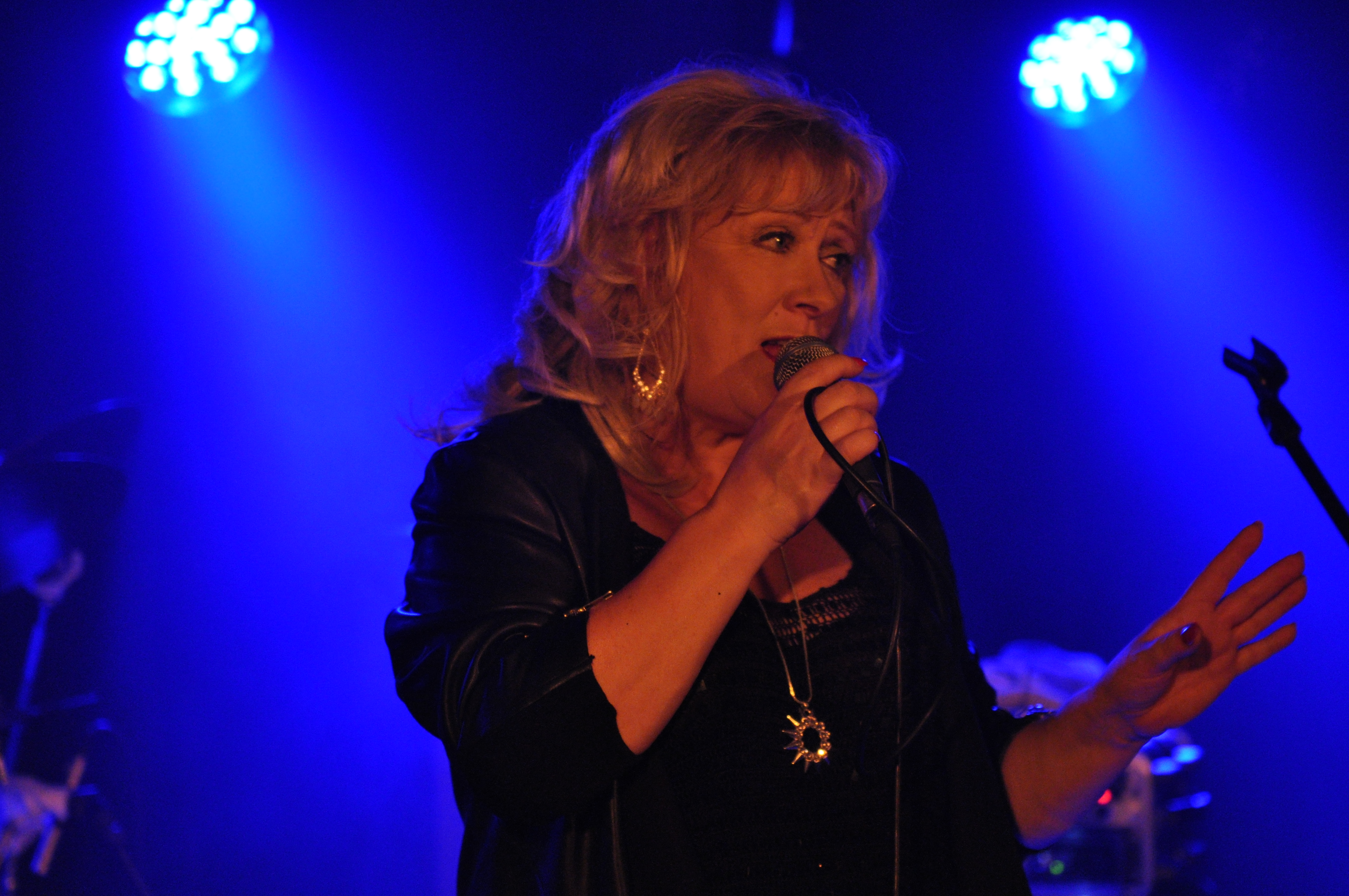
ジル・セイワード (2014年)
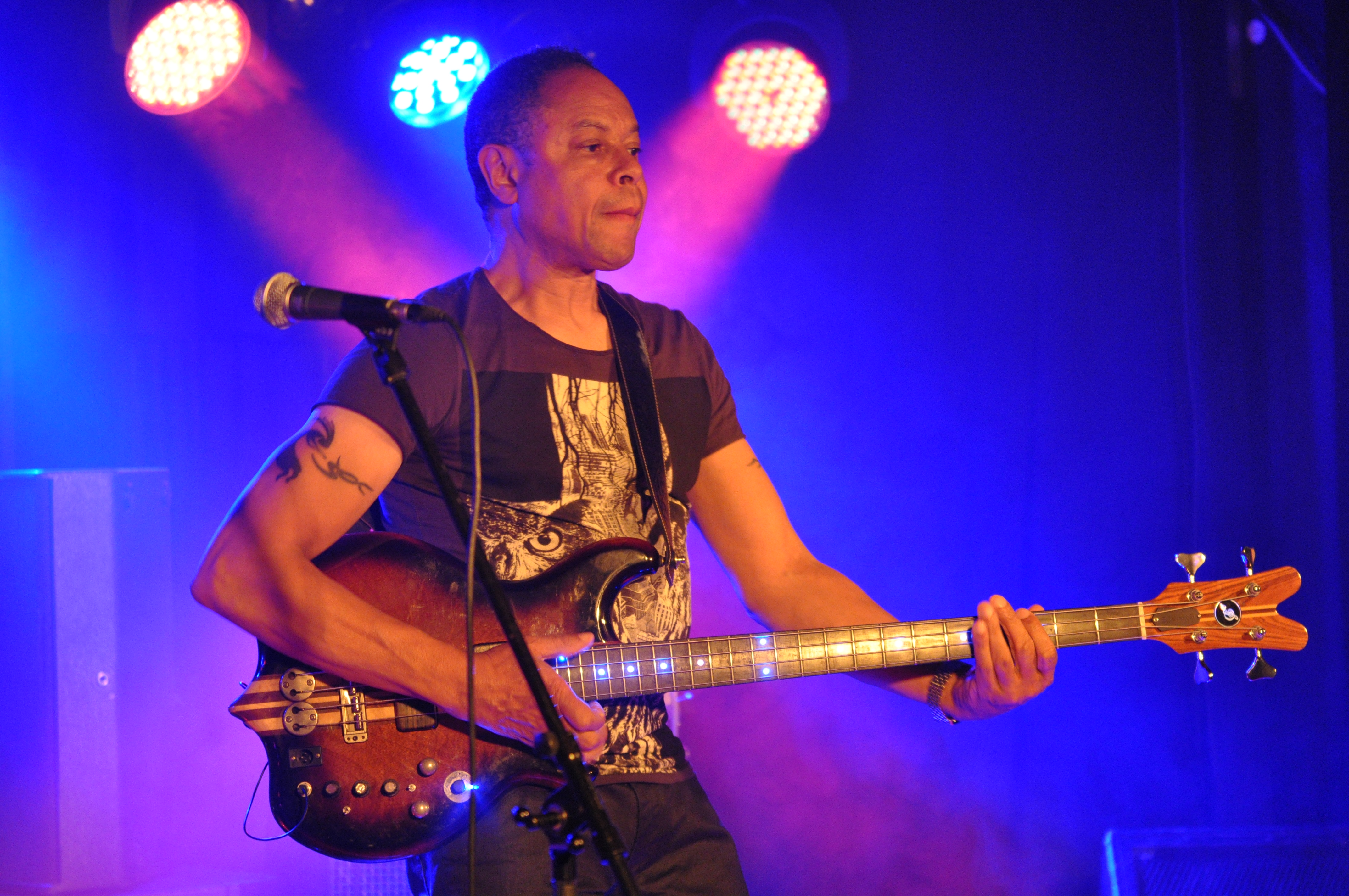
ジョージ・アンダーソン (2014年)

### 旧メンバー
- スティーヴ・アンダーウッド（Steve Underwood） - 初代ベーシスト。ファースト・アルバム『トワイライト・ドライヴィン』レコーディング後に、音楽性の違いを理由にグループを脱退した。
- ナイジェル・ライト（英語版） （Nigel Wright） - 結成時から、キーボード奏者兼プロデューサーとして参加していたが、プロデューサー業に専念するため、サード・アルバム『インヴィテイションズ』を最後に脱退。以降、シャカタクは勿論、ユーロビート系ダンスミュージックのプロデュース、リミックスを数多く手掛けている（なお、近時のシャカタクのアルバムはグループのセルフ・プロデュース作である）。
- キース・ウィンター（Keith Winter） - 結成時からギター奏者として参加していた。長年にわたりグループを支えたが、1980年代末に神経を痛めてギターが弾けなくなってしまい、脱退した。その後、回復し、ギタリストとしての活動を再開している[2]。

### その他
※ キース・ウィンター脱退直後はメゾフォルテのギタリストであるフレドリック・カールソン（Fridrik Karlsson） が、現在はアラン・ウォーマルド（Alan Wormald）がギターを担当している。いずれも準メンバー格だが、クレジット上はゲストミュージシャン扱いである。
※ ジル・セイワードとジャッキー・ロウ（Jackie Rawe）の2人は、グループ結成直後からコーラス担当としてグループに関わっており、ファースト・アルバム『トワイライト・ドライヴィン』にも参加している（「Toot The Shoot」）。両名によるコーラスはセカンド・アルバム『ナイト・バーズ』で大きくフィーチャーされたが、同アルバムのクレジット上は、ボーカル曲「Light On My Life」を歌ったローナ・バノン（Lorna Bannon）共々ゲスト扱いであり、裏ジャケットのメンバー紹介画像にも載っていない。逆に、同じく両名のコーラスが大きくフィーチャーされたサード・アルバム『インヴィテイションズ』では、ボーカル曲「Lonely Afternoon」を歌ったトレイシー・アッカーマン（Tracie Ackerman）を加えた3人が、メンバーとしてクレジットされている。
※ 4枚目のアルバム『アウト・オブ・ディス・ワールド』の発表前後にジャッキー・ロウがグループから脱退、同アルバムではジル・セイワードとノーマ・ルイス（Norma Lewis）がメンバーとしてクレジットされている（「Nights Like Tonight」でリードボーカルを務めたトレイシー・アッカーマンはゲスト扱いである）。その後、ノーマ・ルイスも脱退。以降、ジル・セイワード以外のボーカル／コーラスは、全てゲスト扱いである。
※ 近年のライブやレコーディングでは、コーラス兼サックスおよびフルート担当としてジャッキー・ヒックス（Jacqui Hicks）が参加することが多く、ギターのアラン・ウォーマルドと共に、準レギュラー・メンバーとして扱われる場合もある。

## ディスコグラフィ

### スタジオ・アルバム
- 『トワイライト・ドライヴィン』 - Drivin' Hard (1981年、Polydor) ※日本では「Night Birds」の大ヒットを受けた後に発売。LPとCDで収録される「Steppin'」のバージョンが異なる
- 『ナイト・バーズ』 - Night Birds (1982年、Polydor) ※日本で最初に発売されたアルバム
- 『インヴィテイションズ』 - Invitations (1982年、Polydor)
- 『アウト・オブ・ディス・ワールド』 - Out of This World (1983年、Polydor) ※旧邦題『今夜はセンチメンタル』
- 『ダウン・オン・ザ・ストリート』 - Down on the Street (1984年、Polydor) ※1993年リリースの同名ベスト盤とは別内容。CDには「Breakin' Away」「Rising Sun」未収録[4]
- 『シティ・リズム』 - City Rhythm (1985年、Polydor)[5] ※『Day By Day』のタイトルもある
- 『イントゥ・ザ・ブルー』 - Into the Blue (1986年、Polydor) ※日本と欧州のみ発売。テレビドラマ『男女7人夏物語』のBGMに使われた
- 『ゴールデン・ウイング』 - Golden Wings (1987年、Polydor) ※日本のみ発売。テレビドラマ『男女7人秋物語』のBGMに使われた。日本ゴールドディスク大賞インストゥルメンタル部門アルバム賞受賞
- 『マニック&クール』 - Manic & Cool (1988年、Polydor) ※日本では『ネヴァ・ストップ・ユア・ラヴ (Never Stop Your Love)』として数曲を差し替え1987年12月に先行発売された
- 『ダ・マカニ (潮風のストーリー)』 - Da Makani (1988年、Polydor) ※日本のみ発売。国際外洋ヨットレース「ケンウッド・カップ」（ハワイ）の1988年大会イメージアルバム。日本ゴールドディスク大賞インストゥルメンタル部門アルバム賞受賞
- 『ナイトフライト』 - Niteflite (1989年、Polydor) ※日本のみ発売。日本ゴールドディスク大賞インストゥルメンタル部門アルバム賞受賞
- 『ターン・ザ・ミュージック・アップ』 - Turn the Music Up (1989年、Polydor)
- 『フィエスタ』 - Fiesta (1990年、Polydor) ※日本のみ発売
- 『クリスマス・イヴ』 - Christmas Eve (1990年、Polydor) ※日本のみ発売。山下達郎の「クリスマス・イヴ」のカバー収録
- Bitter Sweet (1991年、Polydor)
- 『ユートピア』 - Utopia (1991年、Polydor) ※日本のみ発売
- 『ストリート・レヴェル』 - Street Level (1992年、Polydor)
- 『メリー・クリスマス・イン・サマー』 - Merry Christmas in Summer (1992年、Polydor) ※日本のみ発売。KUWATA BANDの「MERRY X'MAS IN SUMMER」のカバー収録
- 『サイレント・イヴ』 - Christmas Dreams (1992年、Polydor/Verve) ※ ※日本とアメリカのみ発売。日本盤は『Silent Eve』。『クリスマス・イヴ』に辛島美登里の「サイレント・イヴ」のカバーを含む計5曲の未発表曲を追加した準オリジナル盤
- 『アンダー・ザ・サン』 - Under the Sun (1993年、Polydor/Inside Out)
- 『フル・サークル』 - Full Circle (1994年、Polydor/Inside Out)
- 『レット・ザ・ピアノ・プレイ』 - Let the Piano Play (1997年、Victor/Inside Out)
- 『ビュー・フロム・ザ・シティ』 - View from the City (1998年、Victor/Inside Out)
- 『アンダー・ユア・スペル』 - Under Your Spell (2001年、Victor/Inside Out)
- 『ブルー・サヴァンナ』 - Blue Savannah (2003年、Victor/Passion Jazz)
- 『ビューティフル・デイ』 - Beautiful Day (2005年、Synergy/Victor, Shakatak)
- 『エモーショナリー・ブルー』 - Emotionally Blue (2007年、Synergy/Victor, Shakatak)
- 『アフターグロウ』 - Afterglow (2009年、Victor/Secret)
- 『アクロス・ザ・ワールド』 - Across the World (2011年、Victor/Secret)
- 『ワンス・アポン・ア・タイム～アコースティック・セッションズ』 - Once Upon a Time – The Acoustic Sessions (2013年、Victor/Secret) ※アコースティック・アレンジによるセルフ・カバー
- 『オン・ザ・コーナー』 - On the Corner (2014年、Victor/Secret)
- 『タイムス・アンド・プレイセス』 - Times and Places (2016年、Victor/Secret)
- 『イン・ザ・ブルー・ゾーン』 - In the Blue Zone (2019年、Victor/Secret)
- 『アイズ・オブ・ザ・ワールド』 - Eyes of the World (2023年、Victor/Secret)

### ライブ・アルバム
- 『ライヴ・イン・ジャパン～ナイト・バーズ・ツアー'83』 - Live in Japan (1984年、Polydor) ※日本のみ発売
- 『ライヴ!』 - Live! (1985年、Polydor) ※上記アルバムの別編集
- 『ライヴ・アット・ロニー・スコッツ・クラブ』 - Live at Ronnie Scott's Club (1998年、Indigo/Victor)
- Greatest Hits – Live at the Playhouse (2004年、Secret) ※初出盤のタイトルは『Easier Said Than Done』。日本ではライブDVD『ライヴ・アット・ザ・プレイハウス』として発売
- 『シャカタクLive!』 - Shakatak Live! (2006年、Secret) ※日本のみ発売。2005年、渋谷のクラブ「duo Music Exchange」録音
- In Concert (2016年、Secret)
- Live at the Duo Music Exchange (2019年、Secret)
- Greatest Hits Live (2020年、Secret)
- Live in Lockdown (2021年、Secret)
- Nightbirds Session + Greatest Hits Live at The Stables (2024年、Secret)

### コンピレーション・アルバム
- 『ベスト』 - The Best of Shakatak (1982年、Polydor) ※日本のみ発売
- 『グレイテスト』 - The Greatest Shakatak (1982年、Polydor) ※日本のみ発売
- 『ベスト・コレクション』 - Best Collection (1984年、Polydor) ※日本のみ発売
- 『シャカタク・グレイテスト・ヒッツ』 - The Best Of (1986年、Polydor) ※日本のみ発売
- 『シャカタク・ベスト・ヒッツ』 - The Very Best of Shakatak (1988年、Polydor) ※日本のみ発売
- The Coolest Cuts (1988年、K-tel/Polydor) ※19曲入りベストCD。「Shakatak Megamix」収録
- Greatest Grooves (1990年、Connoisseur Collection)
- Perfect Smile (1990年、Verve Forecast)
- Night Moves (1991年、Pickwick)
- Open Your Eyes (1991年、Verve Forecast) ※アメリカのみ発売。未発表曲「Hungry」収録
- 『リミックス・オブ・シャカタク・ベスト』 - Remix Best Album (1991年、Polydor)
- 『スーパー・ナイス・プライス1400』 - Down On The Street (1993年、Spectrum Music/Polydor)
- The Christmas Album (1993年、Inside Out)
- The Collection (1996年、Spectrum Music)
- Jazz Connections Volumes 1–6 (1993年、Inside Out) ※CD6枚組
- Shinin' On (1998年、Instinct Jazz) ※アメリカのみ発売
- 『ジャズ・イン・ザ・ナイト』 - Jazz in the Night (1999年、Inside Out) ※Shakatak & Friends名義
- The Magic of Shakatak – Magical Shakatak Moments 1990–2000 (2000年、Inside Out)
- The Collection Volume 2 (2000年、Spectrum Music)
- After Dark (2001年、Inside Out)
- 『ベスト・オブ・シャカタク』 - The Best of Shakatak (2001年、Victor) ※日本のみ発売
- Dinner Jazz (2002年、Passion Jazz)
- Smooth Solos (2003年、Passion Jazz) ※メンバーのソロ作品を編集
- Drive Time – Seventeen Smooth Jazz Gems (2004年、Passion Jazz)
- The Best Of (2008年、Secret)
- 『アルティメイト・コレクション』 - The Ultimate Collection (2008年、Victor)
- 『エッセンス・シャカタク・セッションズ』 - Essence - Shakatak Sessions Compiled By DJ 19 (2009年、Victor)
- 『クリスマス・コレクション』 - Christmas Collection (2011年、Victor) ※日本のみ発売
- The 12 Inch Mixes (2012年、Secret)
- More 12 Inch Mixes (2013年、Secret)
- Snowflakes & Jazzamatazz – The Christmas Album (2014年、Secret)
- All Around the World – 40th Anniversary Edition (2020年、Secret)
- The Ultimate Chill Collection (2022年、Secret)